# Metàfora de l'escriptori

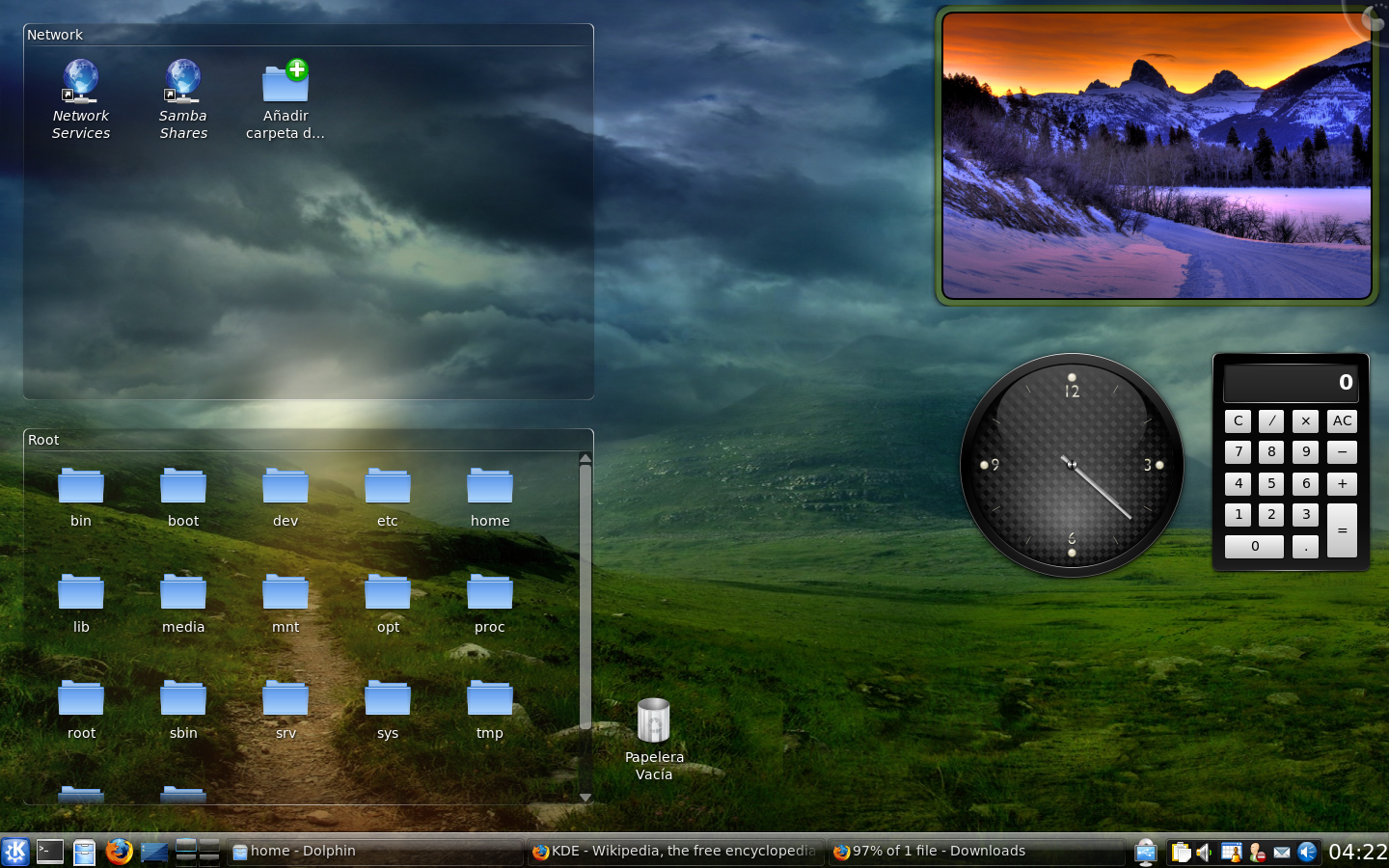
L'última versió de KDE, usant Plasma com l'escriptori.

La metàfora de l'escriptori és una metàfora d'interfície que és un conjunt de conceptes unificadors utilitzats per interfícies gràfiques d'usuari per ajudar els usuaris a interaccionar més fàcilment amb l'ordinador. La metàfora de l'escriptori tracta el monitor d'un ordinador com si fos l'escriptori de l'usuari, sobre el qual es poden posar objectes, com documents i carpetes de documents. Un document es pot obrir a una finestra, que representa una còpia del document en paper col·locat a l'escriptori. Petites aplicacions anomenades accessoris d'escriptori estan també disponibles, com una calculadora, bloc de notes, etc.
La metàfora de l'escriptori s'ha ampliat i s'ha estès amb diverses implementacions, ja que l'accés a les funcions i usabilitat de l'ordinador solen ser més important que mantenir la “puresa” de la metàfora. Per tant, ens trobem amb pots d'escombraries a l'escriptori, així com discs i volums de xarxa (que poden ser pensats com arxivadors - una cosa que normalment no es troba en un escriptori). Altres característiques com barres de menús, barres de tasques, o docks, no tenen contrapartida en un escriptori del món real.

## Història

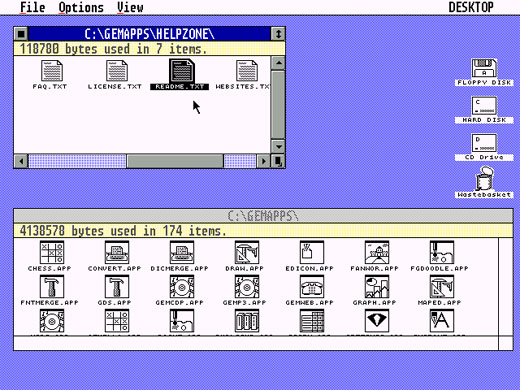
Graphical Environment Manager (GEM).

La metàfora de l'escriptori va ser introduïda per Alan Kay al Xerox PARC el 1970 i elaborada en una sèrie d'aplicacions innovadores de programari desenvolupades pels científics de PARC en tota la dècada següent. El primer ordinador comercial que va adoptar aquest tipus d'interfície va ser el Xerox Star.
Una de les primeres interfícies d'escriptori en el mercat va ser un programa anomenat Magic Desk I distribuït en cartutx per a l'ordinador domèstic Commodore 64 el 1983. Era una interfície gràfica d'usuari molt primitiva, presentant un esbós d'un escriptori, amb telèfon, calaixos, calculadora, etc. L'usuari feia les seves eleccions al moure un sprite d'una mà assenyalant amb l'ús d'una palanca de control i va triar les opcions prement el botó de tir. El programa Magic Desk presentava una màquina d'escriure emulada gràficament amb efectes d'àudio, calculadora, organitzador, i els arxius poden ser arxivats en els calaixos de l'escriptori, a la dreta en les seves carpetes. Una paperera també va estar present.
El primer ordinador per popularitzar la metàfora de l'escriptori sobre l'anterior interfície de línia d'ordres, va ser l'Apple Macintosh el 1984. La metàfora de l'escriptori és molt comú en ordinadors personals d'avui en dia; es troba en la majoria dels entorns d'escriptori dels sistemes operatius moderns: Windows, així com Mac OS X, Linux i altres sistemes tipus Unix.
BeOS observava la metàfora d'escriptori més estrictament que molts sistemes. Per exemple, discs durs externs van aparèixer en l'«escriptori», mentre que s'accedia als interns fent clic a una icona que representa el mateix ordinador. En comparació, el sistema operatiu Mac opcionalment posa totes les unitats en el mateix escriptori, mentre que a Windows l'usuari pot accedir a les unitats a través d'una icona etiquetada «Meu ordinador».
La terminologia Amiga per a la seva metàfora de l'escriptori va ser presa directament de l'argot del taller. L'escriptori va ser anomenat Workbench, els programes s'anomenaven eines, petites aplicacions (applets) eren utilitats, els directoris eren calaixos, etc. Icones d'objectes eren animats i els directoris es mostraven com calaixos que estaven representats ja sigui oberts o tancats. Com a l'escriptori de Mac OS, una icona d'un disquet o CD-ROM va aparèixer a l'escriptori quan s'insereix el disc en la unitat, ja que era la contrapart virtual d'un disquet físic o CD-ROM a la superfície d'un escriptori.